# Zajin
| Fenicio | Ebraico | Ebraico | Corsivo |
| ------- | ------- | ------- | ------- |
| Zajin   | ז       | ז       |         |

Zajin o Zayin (scritto anche Zain o Zayn o semplicemente Zay) è la settima lettera dell'alfabeto fenicio ed ebraico. Viene dopo la [Waw] (ו) e prima della [Heth] (ח). Corrisponde alla lettera greca Zeta (Ζ, ζ), a quella latina Z ed è equivalente alla lettera cirillica З (consonante fricativa alveolare sonora IPA /z/).

## Zajin ebraica
La parola ebraica Zajin significa un'arma, e la forma di questa lettera raffigura simbolicamente un sette (infatti il suo valore numerico è uguale a 7). L'espressione idiomatica in ebraico moderno (israeliano) sta a significare il sesso/genere maschile.
Nella ghematria, il valore numerico di zajin è 7 (sette). Quando usata all'inizio degli anni ebraici nel rispettivo calendario, rappresenta il numero 7000 (cioè, זתשנד in numeri arabi sarebbe l'anno futuro 7754).
| Varianti ortografiche | Varianti ortografiche | Varianti ortografiche | Varianti ortografiche | Varianti ortografiche |
| Vari font tipografici | Vari font tipografici | Vari font tipografici | Ebraico corsivo       | Carattere Rashi       |
| Serif                 | Sans-serif            | Monospazio            | Ebraico corsivo       | Carattere Rashi       |
| --------------------- | --------------------- | --------------------- | --------------------- | --------------------- |
| ז                     | ז                     | ז                     |                       |                       |

In ebraico moderno la frequenza d'uso di zajin, tra tutte le lettere dell'alfabeto ebraico, è dello is 0.88%.
Ortografia ebraica compitata: זַיִן‎
In ebraico moderno, la combinazione in ebraico ז׳'‎? (zajin seguito da un gheresh/apostrofe) è utilizzato in prestiti linguistici e nomi stranieri per indicare una fricativa postalveolare sonora rappresentata col simbolo ʒ.
Zayin è inoltre una delle sette lettere che possono essere rappresentate con tre speciali corone sovrastanti (chiamate תָּגִים, tagin - plurale di tag) quando scritte in una Sefer Torah, in questo modo:

Le altre lettere sono:   ג ט נ ע צ ש 
È una delle lettere ebraiche che hanno un significato addizionale come sostantivo. Le altre sono: bet [ב, la seconda lettera] il cui nome è una forma grammaticale della parola 'casa' (בית); waw [ו, la sesta lettera] che significa 'gancio' (וו); kaph [כ, l'undicesima lettera] il cui nome significa 'palmo [della mano]' (כף); ajin [ע, la sedicesima lettera] il cui nome significa 'occhio' (עין); pe [פ, la diciassettesima lettera] che significa 'bocca' (פה); qof [ק, la diciannovesima lettera] il cui nome è 'scimmia' (קוף); Šin [ש, la ventunesima lettera] che significa 'dente' (שין); tav [ת, la ventiduesima lettera] il cui nome è 'marchio' (תו), e varie altre lettere ebraiche i cui nomi sono antiche forme ebraiche di sostantivi ancora usati, con un leggero cambiamento di pronuncia o formato nell'ebraico moderno.